# チャップリンの船乗り生活
『チャップリンの船乗り生活』(チャップリンのふなのりせいかつ、Shanghaied) は、1915年公開の短編サイレント映画。エッサネイ社による製作で、主演・監督はチャールズ・チャップリン。チャップリンの映画出演47作目にあたる。
「道具と装置が十分にそろっていれば、チャップリンはたちどころに上手く作品を作る」という一つの例を示した作品であり、チャップリンは撮影のために船を借りて巧みな作品を作り上げた。

## あらすじ
チャーリーは船のオーナー（ウェズリー・ラッグルズ）の娘のエドナ（パーヴァイアンス）と相思相愛であるがオーナーに交際を許してもらえない。オーナーは保険金を得るために船長（ローレンス・W・ボウズ）と共謀して持ち船を沈めようと企んでいた。チャーリーは船長に雇われて船乗りをかき集めるが、なぜか自分も船乗りにさせられてしまう。エドナは父親の船に乗って出奔するとの書き置きを残して家出する。チャーリーは船内でエドナと巡り合い陰謀を知る。船長と航海士は船室にダイナマイトを仕掛け船を脱出するが、チャーリーはダイナマイトを船外に放り出す。エドナを助けるためにモーターボートで追ってきたオーナーはなおチャーリーを拒絶するのでチャーリーは悲観したふりをして海に飛び込むが、隙を見てオーナーを海に蹴り落としてエドナと抱擁する。

## 製作
カメラマンのハリー・エンサインは、撮影に際してカメラに錘をつけ、それを揺り動かして船が（必要以上に）揺れている様子を再現した。船内シーンの撮影は撮影所内でも行われ、こちらはセットの下に振り子を取り付け、これを動かして嵐と格闘する船内を表現した。この2つの表現技法は、『チャップリンの移民』（1917年）にそのまま流用された。また、「保険金目当てで所有財産を爆破する」という設定は『チャップリンの消防夫』（1916年）に転用された。

## 背景
タイトルの"Shanghai(ed)"は、船に連れ込んで働かせるために誘拐する意味で、サンフランシスコから上海（Shanghai）へといった長距離航路の船員が不足した際に、暴力や麻薬などを使って男たちを無理やり船に乗せて働かせたところから生まれた表現。本作の内容もこれに則っている。
アメリカの海員は長きにわたり労働条件の改善問題に直面していた。洋上での労働は極めて過酷なままで、軍隊における上官に対する抵抗と同様、船長に対して起こした抵抗には抗命罪が適用された。逃げ場のない洋上で抵抗を試みることは困難であったため、海員たちの抵抗手段の多くは寄港した際の脱船であったが、捕まった場合には投獄・罰金・鞭打ちなどの厳しい懲罰が適用された。また、当時の港では配乗を仕切る手配師により、法律を無視したshanghaiingと呼ばれる誘拐同然の拉致や酔い潰してその間に船に放り込んで出発する行為が横行していた。それに対して海員の権利を保護する法律は船主側の抵抗を受けながら順次整備され、本作が公開された1915年に成立した海員法（船員法）では、脱船者に対する拘禁・鞭打ちなどのあらゆる処罰が禁止された。これによりアメリカ人海員に関するこの問題は収束していく。
なお、ローレル&ハーディ主演の『The Live Ghost』（1934年）も、この問題を題材としている。外部リンクの『The Live Ghost』も参照。

## キャスト
出典：
- チャールズ・チャップリン - チャーリー
- ウェズリー・ラッグルズ（英語版） - 船のオーナー
- エドナ・パーヴァイアンス - オーナーの娘
- ローレンス・A・ボウズ（英語版） - 船長
- バド・ジェイミソン（英語版） - 航海士
- ジョン・ランド - コック
- ビリー・アームストロング（英語版） - 最初に拉致された船乗り
- パディ・マグワイア（英語版） - 二番目に拉致された船乗り
- レオ・ホワイト - 三番目に拉致された船乗り
- フレッド・グッドウィンズ（英語版） - つなぎ服のキャビンボーイ
- リー・ヒル（英語版） - レインハットの船員